# Meppelerdiep (waterschap)
Het waterschap Meppelerdiep was een fusiewaterschap in de Nederlandse provincie Drenthe, ontstaan in 1995 en 5 jaar later weer opgeheven. Het was een samenvoeging van de waterschappen De Oude Vaart, De Wold Aa, Middenveld, Riegmeer en Smilde.